# Buchenavia pabstii
Buchenavia pabstii är en tvåhjärtbladig växtart som beskrevs av N. Marquete Ferreira da Silva och M.C. Valente. Buchenavia pabstii ingår i släktet Buchenavia och familjen Combretaceae. Inga underarter finns listade i Catalogue of Life.